# Jindřich Kautsch
Jindřich Kautsch (německy Heinrich Kautsch, * 28. ledna 1859 v Praze, † 29. září 1943 ve Vídni) byl sochař, medailér a kurátor. Byl činný v Praze, Českých Budějovicích, Paříži a Vídni.

## Život
Své první vzdělání získal Jindřich Kautsch v pražské zlatnické škole. Poté se přestěhoval do Vídně, ke studoval na Vysoké škole užitných umění u profesorů Stefana Schwartze a Otto Königa. Studijní cesty ho zavedly do Francie, Německa a Itálie, kde zaznamenal své cestovní poznámky na 168 listech. V roce 1882 získal místo na Uměleckoprůmyslové škole v Praze. V roce 1887 se stal kurátorem Průmyslového muzea v Českých Budějovicích, které reorganizoval. Rok nato Kautsch publikoval své dílo Zlatnická díla od 15. do 19. století v němčině a francouzštině.

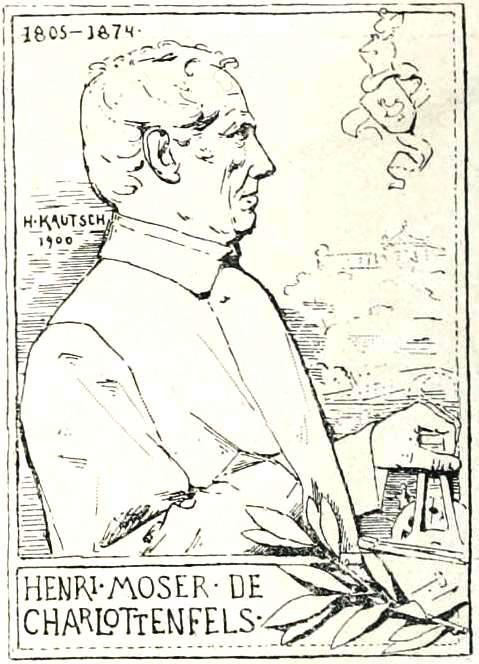
Kautschův návrh plakety na počest Heinricha Mosera, 1900

V roce 1889 se přestěhoval do Paříže, kde pracoval pro Jean-Antoine Injalberta a Louise Augusta Roubauda. Na Světové výstavě v Paříži v roce 1900 působil Kautsch jako delegát sekce Bosny a Hercegoviny a jako místopředseda mezinárodní poroty. V roce 1902 převzal organizaci francouzského a v roce 1904 francouzsko-amerického oddělení na mezinárodní výstavě v Paláci umění v Düsseldorfu.
Když v roce 1914 vypukla první světová válka, Kautsch se vrátil do Vídně. V meziválečném období navrhl Kautsch kovové věnce pro Bránů hrdinů mezi náměstím Hrdinů a Muzejním náměstí ve Vídni.
Kromě medailí a plaket vytvořil Jindřich Kautsch také řadu náhrobků, které jsou dnes v Amsterdamu, Praze, Meranu a Salcburku. Umělec byl obzvláště zběhlý v technice basreliéfu, kterou se naučil v Paříži. Při reprodukci jeho díla hrálo důležitou roli také galvanické pokovování. Jindřich Kautsch zemřel ve Vídni v roce 1943 s mnoha poctami a oceněními.

## Dílo (výběr)
- Reliéfní plaketa Austria et Fortitudo, 1914-18, měděný plech, Muzeum vojenské historie, Vídeň
- Reliéfní plaketa na počest Heinricha Mosera, 1900, různé kovy, Muzeum Orsay, Paříž